# Michael Murphy (aktor)
Michael George Murphy (ur. 5 maja 1938 w Los Angeles) – amerykański aktor filmowy, telewizyjny i teatralny.

## Życie prywatne
W latach 1988–2009 był mężem aktorki Wendy Crewson, z którą ma dwoje dzieci – córkę Maggie (ur. 1989) i syna Johna (ur. 1992).

## Wybrana filmografia
- 1967: Wielkie kłopoty – Morley
- 1968: Legenda Lylah Clare – Mark Peter Sheean
- 1970: MASH – Ezekiel Bradbury „Me Lay” Marston IV
- 1971: McCabe i pani Miller – Eugene Sears
- 1972: No i co, doktorku? – pan Smith
- 1975: Nashville – John Triplette
- 1976: Figurant – Alfred Miller
- 1978: Niezamężna kobieta – Martin Benton
- 1979: Manhattan – Yale Pollack
- 1982: Rok niebezpiecznego życia – Pete Curtis
- 1986: Salwador – ambasador Thomas Kelly
- 1989: Zbrodnia ze snu – porucznik Don Parker
- 1992: Szalona rodzinka – Ed
- 1992: Powrót Batmana – burmistrz
- 1996: Kansas City – Henry Stilton
- 1997: Części intymne – Roger Elick
- 1999: Magnolia – Alan Kligman
- 2000: Zasady walki – polityk
- 2006: X-Men: Ostatni bastion – Warren Worthington II
- 2006: Daleko od niej – Aubrey
- 2009: Greta – Joseph O’Donnell
- 2013: Świat w płomieniach – wiceprezydent Alvin Hammond